# Frost (Minnesota)
Frost – miasto w Stanach Zjednoczonych, w stanie Minnesota, w hrabstwie Faribault.